# Chiesa di Sant'Alfonso (Lussemburgo)
La chiesa di Sant'Alfonso (in francese église Saint-Alphonse de Luxembourg), anche detta chiesa dei Padri (in lussemburghese Paatrekierch), è una chiesa cattolica situata nella Città Alta di Lussemburgo in Lussemburgo.

## Storia
Intorno al 1850, la cappella dei Redentoristi in rue des Capucins era diventata troppo piccola, cosicché la congregazione pianificò la costruzione di una nuova chiesa nella stessa via.
Il comando della fortezza prussiana inizialmente si oppose al progetto, poiché l'edificio sarebbe stato troppo vicino alle mura della fortezza. Tuttavia i lavori di costruzione vennero avviati il 10 settembre 1856 in seguito alla decisione di mantenere bassa l'altezza delle torri della chiesa. Il progetto dell'edificio venne redatto da Antoine Hartmann.
La chiesa fu consacrata dal provicario Nicolas Adames il 29 luglio 1858.
Il 9 maggio 1859, le reliquie di San Teofilo, portate da Roma nel 1855 dal padre Johann Ambrosius Zobel e fino ad allora conservate nella casa dei padri redentoristi, furono solennemente collocate nella nuova chiesa.

## Descrizione
La chiesa sorge nel centro di Lussemburgo. L'edificio presenta un'architettura neoromanica.
La facciata è affiancata da due torri a pianta ottagonale. Nell'arco del portale della chiesa, che riporta l'iscrizione Omnes gentes quascumque fecisti venient et adorabunt coram te Domine Ps 85, è collocato l'emblema della Congregazione del Santissimo Redentore.

## Galleria d'immagini

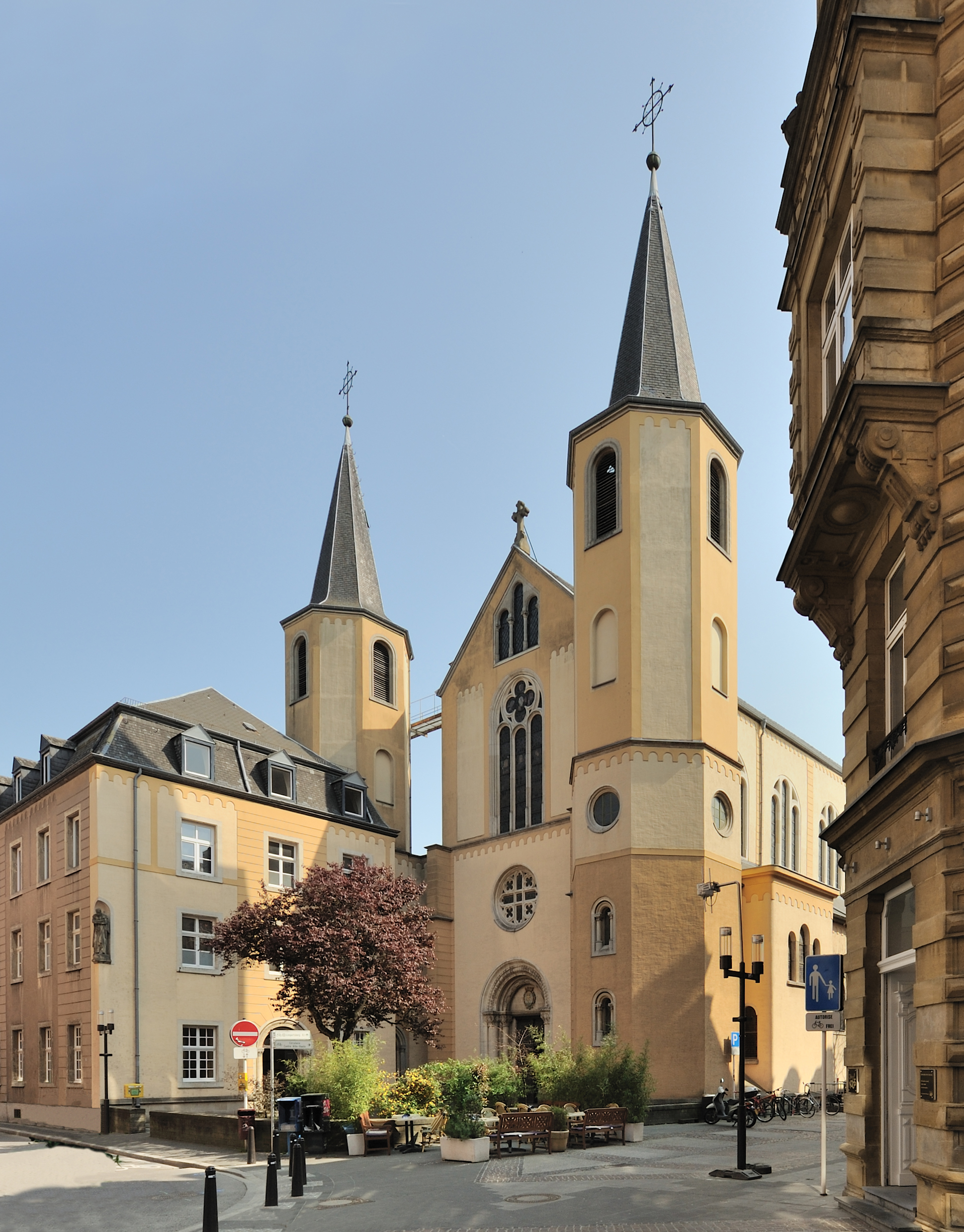
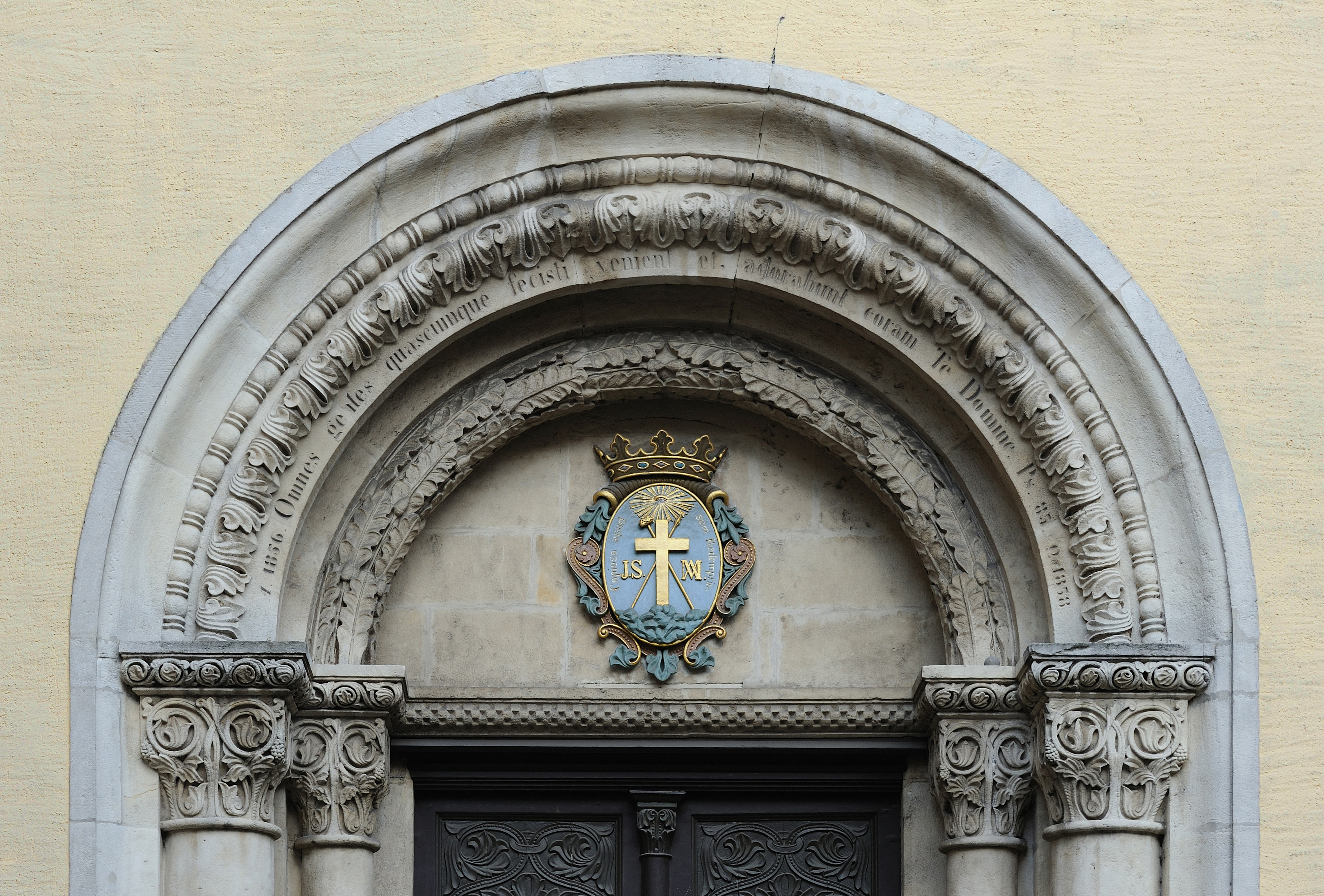
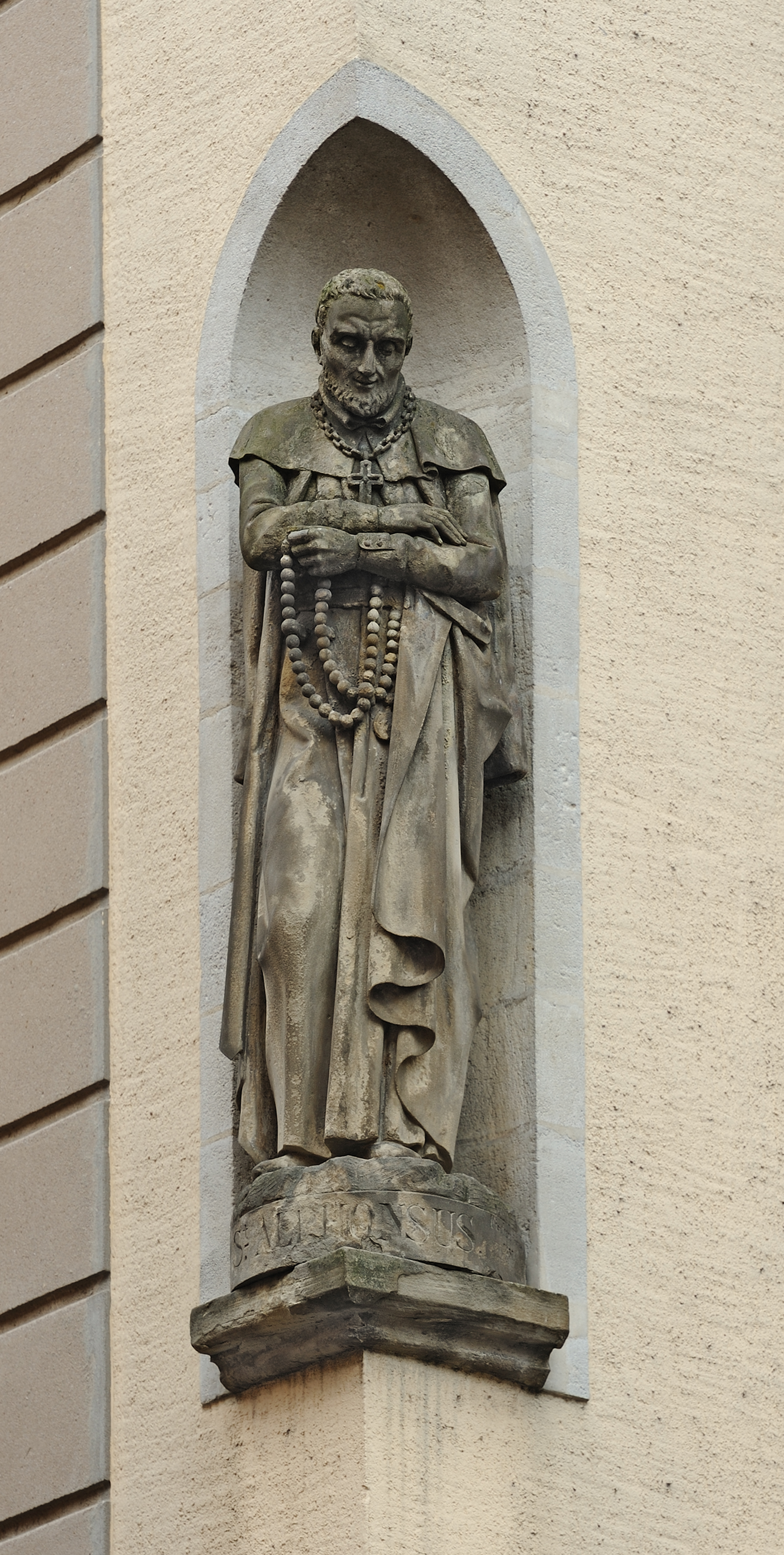